# Вулис, Абрам Зиновьевич
Абрам Зиновьевич Вулис (7 сентября 1928, Киев — 29 августа 1993, Красногорск, Московская область) — советский писатель и литературовед.

## Биография
Окончил Среднеазиатский государственный университет (1951). Доктор филологических наук. Член Союза писателей СССР (1960).
Работал в газетах «Комсомолец Узбекистана» и «Правда Востока» (1956—1961), в Институте литературы АН УзССР (1961—1968), во Всесоюзной книжной палате (1968—1974), в Ташкентском институте культуры (1974—1990).
Автор первых трудов о писателе Михаиле Булгакове. В 1961 году А. З. Вулис писал работу по советским сатирикам и вспомнил подзабытого автора «Зойкиной квартиры» и «Багрового острова». Вулис узнал, что жива вдова писателя, и установил с ней контакт. После первоначального периода недоверия Елена Сергеевна дала почитать рукопись «Мастера». Потрясённый Вулис поделился своими впечатлениями со многими, после чего по литературной Москве пошли слухи о великом романе. Это привело к первой публикации в журнале «Москва» в 1966—1967 годах (тираж 150 тыс. экз.). Роман вышел с предисловием Константина Симонова и послесловием Абрама Вулиса.
Умер 29 августа 1993 года в Красногорске. Похоронен на Пенягинском кладбище.

## Произведения

### Критика
- И. Ильф, Е. Петров: Очерк творчества. — М.: Гослитиздат, 1960. — 376 с., 1 л. портр.
- Советский сатирический роман: Эволюция жанра в 20—30 годы. — Ташкент: Наука, 1965. — 286 с.[4]
- В лаборатории смеха. — М.: Худож. лит., 1966. — 144 с. — (Массовая историко-литературная б-ка).
- Метаморфозы комического. — М.: Искусство, 1976. — 126 с.
- Серьёзность несерьезных ситуаций: Сатира, приключения, детектив. — Ташкент: Изд-во лит-ры и иск-ва, 1984. — 271 с.
- В мире приключений: Поэтика жанра. — М.: Сов. писатель, 1986. — 382, [2] с.
- Вакансии в моём альбоме: Рассказы литературоведа. — Ташкент: Изд-во лит-ры и иск-ва, 1989. — 367, [1] с.
- Литературные зеркала. — М.: Сов. писатель, 1991. — 478, [1] с.
- Роман М. Булгакова «Мастер и Маргарита». — М.: Худож. лит., 1991. — 224 с.: портр. — (Массовая историко-литературная б-ка).

### Проза
- Хрустальный ключ: Приключенческая повесть / [Худож. Э. Исхаков]. — Ташкент: Еш гвардия, 1975. — 152 с.
- Чёрный альпинист: Приключенческая повесть. — Ташкент: Изд-во лит-ры и иск-ва, 1976. — 142 с.